# Sharn Wordley
Sharn Wordley (* 8. Juni 1974 in Wellington, Wellington) ist ein neuseeländischer Springreiter. 2008 startete er mit Rockville bei seinen ersten Olympischen Spielen. Gemeinsam mit dem Springreiter Craig Martin führt er eine Reitanlage in Ocala, Florida.

## Pferde (Auszug)
- Rockville (* 1998), dunkelbrauner KWPN-Wallach, Vater: Ferro, Muttervater: Akteur, Besitzer: Sharn Wordley

## Erfolge

### Championate und Weltcup
- Olympische Spiele
  - 2008, Hongkong: mit Rockville, 12. Platz mit der Mannschaft und 65. Platz im Einzel[1]